# Handebol nos Jogos Olímpicos de Verão de 2008 - Feminino
O torneio feminino de handebol nos Jogos Olímpicos de Verão de 2008 foi disputado entre 9 e 23 de agosto. As partidas realizaram-se no Estádio Nacional Indoor e no Ginásio Centro Esportivo Olímpico. Doze equipes estiveram representadas no torneio masculino.
Na primeira fase, as doze equipes classificadas dividem-se em dois grupos com seis seleções cada. As quatro equipes mais bem colocadas avançam as quartas de final enquanto que as demais partem para a disputa de 9º a 12º lugares, sem chances de conquistar medalhas. Os vencedores das quartas avançam as semifinais e os perdedores disputam as posições entre o 5º e o 8º lugares. Nas semifinais as equipes vencedoras diputam a medalha de ouro e as perdedoras brigaram pela medalha de bronze.
A Noruega conquistou o título inédito ao superar a Rússia por boa margem de gols na final: 34 a 27. A medalha de bronze ficou com a tradicional Coreia do Sul que venceu a Hungria na disputa por 33 a 28.

## Medalhistas
|  | NOR Noruega |  | RUS Rússia |  | KOR Coreia do Sul |
|  | Kari Aalvik Grimsboe Katja Nyberg Ragnhild Aamodt Goeril Snorroeggen Else Marthe Soerlie Lybekk Tonje Noestvold Karoline Dyhre Breivang Kristine Lunde Gro Hammerseng Kari Mette Johansen Marit Malm Frafjord Tonje Larsen Katrine Lunde Haraldsen Linn-Kristin Riegelhuth |  | Inna Suslina Irina Poltoratskaya Oxana Romenskaya Liudmila Postnova Anna Kareeva Ekaterina Andryushina Yana Uskova Elena Polenova Emiliya Turey Natalia Shipilova Maria Sidorova Ekaterina Marennikova Elena Dmitrieva Irina Bliznova |  | Oh Yong-Ran Kim Ona Huh Soon-Young Song Hai-Rim Kim Nam-Sun Kim Cha-Youn Oh Seong-Ok Hong Jeong-Ho Park Chung-He Lee Min-Hee An Jung-Hwa Bae Min-Hee Choi Im-Jeong Moon Pil-Hee |

## Primeira fase

### Grupo A
| Equipe      | Pts | J | V | E | D | GP  | GC  | SG  |
| ----------- | --- | - | - | - | - | --- | --- | --- |
| Noruega     | 10  | 5 | 5 | 0 | 0 | 154 | 106 | +48 |
| Roménia     | 8   | 5 | 3 | 0 | 1 | 150 | 112 | +38 |
| China       | 4   | 5 | 2 | 0 | 3 | 122 | 135 | -13 |
| França      | 4   | 5 | 2 | 0 | 3 | 121 | 128 | -7  |
| Cazaquistão | 3   | 5 | 1 | 1 | 3 | 109 | 137 | -28 |
| Angola      | 1   | 5 | 0 | 1 | 4 | 109 | 147 | -38 |

Todas as partidas seguem o fuso horário de Pequim (UTC+8).
| 9 de Agosto de 2008 9:00 | França             | 32 – 21 | Angola                      | Ginásio Centro Esportivo Olímpico             |
|                          | Herbrecht (8 gols) |         | Bengue, de Almeida (5 gols) | Árbitro: RUS Igor Chernega e Victor Poladenko |

| 9 de Agosto de 2008 14:00 | Romênia         | 31 – 19 | Cazaquistão           | Ginásio Centro Esportivo Olímpico                          |
|                           | Elisei (6 gols) |         | Ajiderskaya (10 gols) | Árbitro: BRA Jesus Aires Menezes e Rogério Aparecido Pinto |

| 9 de Agosto de 2008 19:00 | Noruega             | 30 – 23 | China             | Ginásio Centro Esportivo Olímpico                           |
|                           | Hammerseng (7 gols) |         | Li W. W. (8 gols) | Árbitro: EGY Moustafa El Moamli e Shaban Mohamed Shaban Ali |

| 11 de Agosto de 2008 09:00 | Cazaquistão          | 18 – 21 | França             | Ginásio Centro Esportivo Olímpico                |
|                            | Ajiderskaya (7 gols) |         | Lacrabere (6 gols) | Árbitro: ESP Vicente Breto e Jose Antonio Huelin |

| 11 de Agosto de 2008 14:00 | Angola              | 17 – 31 | Noruega             | Ginásio Centro Esportivo Olímpico       |
|                            | de Almeida (5 gols) |         | Riegelhuth (6 gols) | Árbitro: CHN Liu Shuyong e Liu Fengjuan |

| 11 de Agosto de 2008 19:00 | China              | 20 – 34 | Romênia          | Ginásio Centro Esportivo Olímpico                  |
|                            | Wei Q. X. (6 gols) |         | Amariei (9 gols) | Árbitro: UKR Aleksander Liudowyk e Valentin Vakula |

| 13 de Agosto de 2008 10:45 | Romênia         | 34 – 26 | França          | Ginásio Centro Esportivo Olímpico        |
|                            | Maier (11 gols) |         | Tervel (6 gols) | Árbitro: GER Frank Lemme e Bernd Ullrich |

| 13 de Agosto de 2008 15:45 | China              | 32 – 24 | Angola              | Ginásio Centro Esportivo Olímpico             |
|                            | Liu X. M. (7 gols) |         | de Almeida (8 gols) | Árbitro: SWE Rickard Canbro e Mikael Claesson |

| 13 de Agosto de 2008 19:00 | Noruega                 | 35 – 19 | Cazaquistão         | Ginásio Centro Esportivo Olímpico                          |
|                            | Nyberg, Lybekk (5 gols) |         | Vassilyeva (6 gols) | Árbitro: BRA Jesus Aires Menezes e Rogério Aparecido Pinto |

| 15 de Agosto de 2008 09:00 | Cazaquistão       | 29 – 26 | China              | Ginásio Centro Esportivo Olímpico        |
|                            | Pikalova (8 gols) |         | Li W. W. (11 gols) | Árbitro: GER Frank Lemme e Bernd Ullrich |

| 15 de Agosto de 2008 15:45 | Romênia        | 28 – 23 | Angola              | Ginásio Centro Esportivo Olímpico                          |
|                            | Maier (7 gols) |         | de Almeida (8 gols) | Árbitro: BRA Jesus Aires Menezes e Rogério Aparecido Pinto |

| 15 de Agosto de 2008 19:00 | França            | 24 – 34 | Noruega                     | Ginásio Centro Esportivo Olímpico        |
|                            | Baudouin (6 gols) |         | Nyberg, Riegelhuth (6 gols) | Árbitro: SLO Nenad Krstic e Peter Ljubic |

| 17 de Agosto de 2008 10:45 | Angola          | 24 – 24 | Cazaquistão                            | Ginásio Centro Esportivo Olímpico                  |
|                            | Bengue (6 gols) |         | Portova, Kubrina, Ajiderskaya (5 gols) | Árbitro: ROU Constantin Din e Sorin Laurentiu Dinu |

| 17 de Agosto de 2008 14:00 | Noruega                   | 24 – 23 | Romênia                  | Ginásio Centro Esportivo Olímpico             |
|                            | Lybekk, Johansen (4 gols) |         | Amariei, Stanca (5 gols) | Árbitro: RUS Igor Chernega e Victor Poladenko |

| 17 de Agosto de 2008 15:45 | França          | 18 – 21 | China             | Ginásio Centro Esportivo Olímpico                  |
|                            | Ayglon (5 gols) |         | Wu W. J. (5 gols) | Árbitro: UKR Aleksander Liudowyk e Valentyn Vakula |

### Grupo B
| Equipe        | Pts | J | V | E | D | GP  | GC  | SG  |
| ------------- | --- | - | - | - | - | --- | --- | --- |
| Rússia        | 9   | 5 | 4 | 1 | 0 | 148 | 125 | +23 |
| Coreia do Sul | 7   | 5 | 3 | 1 | 1 | 155 | 127 | +28 |
| Hungria       | 5   | 5 | 2 | 1 | 1 | 129 | 142 | -13 |
| Suécia        | 4   | 5 | 2 | 0 | 3 | 123 | 137 | -14 |
| Brasil        | 3   | 5 | 1 | 1 | 3 | 124 | 137 | -13 |
| Alemanha      | 2   | 5 | 1 | 0 | 4 | 123 | 134 | -11 |

| 9 de Agosto de 2008 10:45 | Hungria                | 30 – 24 | Suécia                   | Ginásio Centro Esportivo Olímpico             |
|                           | Herr, Gorbicz (7 gols) |         | Islas Helgesson (6 gols) | Árbitro: LAT Renars Licis e Zigmars Stolarovs |

| 9 de Agosto de 2008 15:45 | Rússia               | 29 – 29 | Coreia do Sul   | Ginásio Centro Esportivo Olímpico         |
|                           | Marennikova (6 gols) |         | Kim O. (7 gols) | Árbitro: DEN Martin Gjeding e Mads Hansen |

| 9 de Agosto de 2008 20:45 | Alemanha        | 24 – 22 | Brasil          | Ginásio Centro Esportivo Olímpico                |
|                           | Krause (6 gols) |         | Santos (6 gols) | Árbitro: ESP Vicente Breto e Jose Antonio Huelin |

| 11 de Agosto de 2008 10:45 | Brasil           | 28 – 28 | Hungria          | Ginásio Centro Esportivo Olímpico            |
|                            | Amorim (10 gols) |         | Gorbicz (8 gols) | Árbitro: POL Miroslaw Baum e Marek Goralczyk |

| 11 de Agosto de 2008 15:45 | Coreia do Sul       | 30 – 20 | Alemanha                 | Ginásio Centro Esportivo Olímpico        |
|                            | Hong J. H. (6 gols) |         | Jurack, Loerper (4 gols) | Árbitro: SLO Nenad Krstic e Peter Ljubic |

| 11 de Agosto de 2008 20:45 | Suécia               | 24 – 28 | Rússia         | Ginásio Centro Esportivo Olímpico                  |
|                            | Wiel Freden (6 gols) |         | Turey (6 gols) | Árbitro: ROU Constantin Din e Sorin Laurentiu Dinu |

| 13 de Agosto de 2008 09:00 | Rússia                 | 28 – 19 | Brasil              | Ginásio Centro Esportivo Olímpico             |
|                            | Poltoratskaya (6 gols) |         | Nascimento (5 gols) | Árbitro: LAT Renars Licis e Zigmars Stolarovs |

| 13 de Agosto de 2008 14:00 | Coreia do Sul                 | 31 – 23 | Suécia               | Ginásio Centro Esportivo Olímpico            |
|                            | Park C. H., An J. H. (7 gols) |         | Boson, Ahlm (6 gols) | Árbitro: POL Miroslaw Baum e Marek Goralczyk |

| 13 de Agosto de 2008 20:45 | Alemanha        | 24 – 25 | Hungria          | Ginásio Centro Esportivo Olímpico         |
|                            | Krause (9 gols) |         | Gorbicz (9 gols) | Árbitro: DEN Martin Gjeding e Mads Hansen |

| 15 de Agosto de 2008 10:45 | Brasil              | 33 – 32 | Coreia do Sul        | Ginásio Centro Esportivo Olímpico             |
|                            | Nascimento (9 gols) |         | Hong J. H. (10 gols) | Árbitro: LAT Renars Licis e Zigmars Stolarovs |

| 15 de Agosto de 2008 14:00 | Alemanha               | 26 – 27 | Suécia        | Ginásio Centro Esportivo Olímpico      |
|                            | Worz, Althaus (5 gols) |         | Ahlm (7 gols) | Árbitro: FRA Gilles Bord e Olivier Buy |

| 15 de Agosto de 2008 20:45 | Hungria          | 24 – 33 | Rússia            | Ginásio Centro Esportivo Olímpico                  |
|                            | Gorbicz (6 gols) |         | Postnova (8 gols) | Árbitro: ROU Constantin Din e Sorin Laurentiu Dinu |

| 17 de Agosto de 2008 09:00 | Suécia        | 25 – 22 | Brasil         | Ginásio Centro Esportivo Olímpico      |
|                            | Ahlm (7 gols) |         | Rosas (5 gols) | Árbitro: FRA Gilles Bord e Olivier Buy |

| 17 de Agosto de 2008 19:00 | Rússia            | 30 – 29 | Alemanha      | Ginásio Centro Esportivo Olímpico         |
|                            | Postnova (8 gols) |         | Worz (8 gols) | Árbitro: DEN Martin Gjeding e Mads Hansen |

| 17 de Agosto de 2008 20:45 | Hungria          | 22 – 33 | Coreia do Sul     | Ginásio Centro Esportivo Olímpico                |
|                            | Gorbicz (7 gols) |         | Oh S. O. (6 gols) | Árbitro: ESP Vicente Breto e Jose Antonio Huelin |

## Segunda fase
|  | Quartas de final | Quartas de final | Quartas de final |         |    | Semifinal     | Semifinal           | Semifinal           |                     |  | Disputa pelo ouro | Disputa pelo ouro | Disputa pelo ouro |
|  |                  |                  |                  |         |    |               |                     |                     |                     |  |                   |                   |                   |
|  | A2               | Roménia          | 30               |         |    |               |                     |                     |                     |  |                   |                   |                   |
|  | B3               | Hungria          | 34               |         |    |               |                     |                     |                     |  |                   |                   |                   |
|  | B3               | Hungria          | 34               |         |    | Hungria       | 20                  |                     |                     |  |                   |                   |                   |
|  |                  |                  |                  |         |    | Hungria       | 20                  |                     |                     |  |                   |                   |                   |
|  |                  |                  | Rússia           | 22      |    |               |                     |                     |                     |  |                   |                   |                   |
|  | B1               | Rússia           | Rússia           | 22      | 32 |               |                     |                     |                     |  |                   |                   |                   |
|  | B1               | Rússia           |                  |         | 32 |               |                     |                     |                     |  |                   |                   |                   |
|  | A4               | França           | 31               |         |    |               |                     |                     |                     |  |                   |                   |                   |
|  |                  |                  |                  |         |    |               |                     |                     |                     |  |                   | Rússia            | 27                |
|  |                  |                  |                  | Noruega | 34 |               |                     |                     |                     |  |                   |                   |                   |
|  | B2               | Coreia do Sul    | 31               |         |    |               |                     |                     |                     |  |                   |                   |                   |
|  | A3               | China            | 23               |         |    |               |                     |                     |                     |  |                   |                   |                   |
|  | A3               | China            | 23               |         |    | Coreia do Sul | 28                  |                     |                     |  |                   |                   |                   |
|  |                  |                  |                  |         |    | Coreia do Sul | 28                  |                     |                     |  |                   |                   |                   |
|  |                  |                  | Noruega          | 29      |    |               | Disputa pelo bronze | Disputa pelo bronze | Disputa pelo bronze |  |                   |                   |                   |
|  | A1               | Noruega          | 31               |         |    |               |                     | Hungria             | 28                  |  |                   |                   |                   |
|  | B4               | Suécia           | 24               |         |    |               |                     |                     |                     |  |                   | Coreia do Sul     | 33                |

### Quartas de final
| 19 de Agosto de 2008 12:00 | Noruega                 | 31 – 24 | Suécia              | Ginásio Centro Esportivo Olímpico            |
|                            | Lybekk, Larsen (6 gols) |         | Torstenson (6 gols) | Árbitro: POL Miroslaw Baum e Marek Goralczyk |

| 19 de Agosto de 2008 14:15 | Hungria                     | 34 – 30 | Roménia         | Ginásio Centro Esportivo Olímpico                  |
|                            | Ferling, Kovacsicz (7 gols) |         | Maier (11 gols) | Árbitro: UKR Aleksander Liudowyk e Valentyn Vakula |

| 19 de Agosto de 2008 18:00 | China                | 23 – 31 | Coreia do Sul       | Ginásio Centro Esportivo Olímpico                          |
|                            | Huang D. J. (5 gols) |         | Park C. H. (8 gols) | Árbitro: BRA Jesus Aires Menezes e Rogério Aparecido Pinto |

| 19 de Agosto de 2008 20:15 | Rússia            | 32 – 31 (pro) | França           | Ginásio Centro Esportivo Olímpico       |
|                            | Bliznova (6 gols) |               | Signate (7 gols) | Árbitro: CHN Liu Shuyong e Liu Fengjuan |

### Classificação 5º-8º lugares
| 21 de Agosto de 2008 12:00 | Suécia              | 19 – 20 | China                | Estádio Nacional Indoor                            |
|                            | Torstenson (6 gols) |         | Wang Shasha (5 gols) | Árbitro: IRI Mohsen Karbas-Chi e Majid Kolahdouzan |

| 21 de Agosto de 2008 14:15 | Romênia        | 34 – 36 (pro) | França            | Estádio Nacional Indoor                       |
|                            | Maier (9 gols) |               | Baudouin (7 gols) | Árbitro: LAT Renars Licis e Zigmars Stolarovs |

### Semifinais
| 21 de Agosto de 2008 18:00 | Noruega                       | 29 – 28 | Coreia do Sul       | Estádio Nacional Indoor                          |
|                            | Hammerseng, Johansen (6 gols) |         | Moon P. H. (9 gols) | Árbitro: ESP Vicente Breto e Jose Antonio Huelin |

| 21 de Agosto de 2008 20:15 | Hungria       | 20 – 22 | Rússia            | Estádio Nacional Indoor                      |
|                            | Toth (5 gols) |         | Bliznova (7 gols) | Árbitro: POL Miroslaw Baum e Marek Goralczyk |

### Disputa pelo 7º lugar
| 23 de Agosto de 2008 8:00 | Suécia           | 30 – 34 | Roménia                  | Estádio Nacional Indoor                                     |
|                           | Gullden (9 gols) |         | Stanca, Meirosu (6 gols) | Árbitro: EGY Moustafa El Moamli e Shaban Mohamed Shaban Ali |

### Disputa pelo 5º lugar
| 23 de Agosto de 2008 10:15 | China            | 23 – 31 | França                               | Estádio Nacional Indoor                  |
|                            | Liu Yun (7 gols) |         | Pecqueux-Rolland, Herbrecht (7 gols) | Árbitro: SLO Nenad Krstic e Peter Ljubic |

### Disputa pelo bronze
| 23 de Agosto de 2008 13:30 | Coreia do Sul      | 33 – 28 | Hungria          | Estádio Nacional Indoor                       |
|                            | Hong J. H (8 gols) |         | Ferling (7 gols) | Árbitro: RUS Igor Chernega e Victor Poladenko |

### Final
| 23 de Agosto de 2008 15:45 | Noruega             | 34 – 27 | Rússia            | Estádio Nacional Indoor                |
|                            | Riegelhuth (9 gols) |         | Bliznova (6 gols) | Árbitro: FRA Gilles Bord e Olivier Buy |

## Classificação final
| Pos.    | País              |
| ------- | ----------------- |
| Ouro.   | NOR Noruega       |
| Prata.  | RUS Rússia        |
| Bronze. | KOR Coreia do Sul |
| 4       | HUN Hungria       |
| 5       | FRA França        |
| 6       | CHN China         |
| 7       | ROU Romênia       |
| 8       | SWE Suécia        |
| 9       | BRA Brasil        |
| 10      | KAZ Cazaquistão   |
| 11      | GER Alemanha      |
| 12      | ANG Angola        |